# Peperomia ciliosa
Peperomia ciliosa är en pepparväxtart som beskrevs av C. Dc.. Peperomia ciliosa ingår i släktet peperomior, och familjen pepparväxter. Inga underarter finns listade i Catalogue of Life.